# (300163) 2006 VW139
(300163) 2006 VW139 es un asteroide perteneciente al cinturón de asteroides descubierto el 15 de noviembre de 2006 por el equipo del Spacewatch desde el Observatorio Nacional de Kitt Peak, Arizona, Estados Unidos.

## Designación y nombre
Designado provisionalmente como 2006 VW139.

## Características orbitales
2006 VW139 está situado a una distancia media del Sol de 3,047 ua, pudiendo alejarse hasta 3,660 ua y acercarse hasta 2,433 ua. Su excentricidad es 0,201 y la inclinación orbital 3,240 grados. Emplea 1942,86 días en completar una órbita alrededor del Sol.

## Características físicas
La magnitud absoluta de 2006 VW139 es 16,2.